# 450

## Esdeveniments
- Inici de la construcció de les basíliques de Sant Pere de Terrassa, Santa Maria de Terrassa i Sant Miquel de Terrassa a causa de la fundació del Bisbat d'Egara pel bisbe de Barcelona, Nundinari.

## Necrològiques
- 27 de novembre - Roma: Gal·la Placídia, princesa romana, que visqué un temps a Barcelona.[1]